# Walentin Ossafowitsch Litowski
Walentin Ossafowitsch Litowski (russisch Валентин Осафович Литовский; * 1921 in Moskau; † Juli 1941 in der Oblast Minsk) war ein sowjetischer Filmschauspieler. Er war der Sohn des Schriftstellers Ossaf Semjonowitsch Litowski. Walentin Litowski fiel im Großen Vaterländischen Krieg im Alter von 20 Jahren.

## Leben
Litowski spielte 1936 im Film Die Jugend des Dichters des Regisseurs Abram Narodizki im Filmstudio Lenfilm die Hauptrolle des jungen Puschkin. Der Film kam zum 100. Jahrestag des Duells von Puschkin heraus. Auf der Weltausstellung in Paris 1937 erhielt der Film eine Goldmedaille.
Walentin träumte davon, am Staatlichen Institut für Theaterkunst (GITIS) zu studieren, um Regisseur zu werden, aber der Krieg zerstörte seine Pläne. Am 23. Oktober 1939 erhielt er den Einberufungsbefehl. Im Oktober 1941 fiel er im Großen Vaterländischen Krieg bei Minsk.

## Filmografie
- 1936 – Die Jugend des Dichters[2] – der junge Alexander  Puschkin